# 8246 Котов
8246 Котов (8246 Kotov) — астероїд головного поясу, відкритий 20 серпня 1979 року.
Тіссеранів параметр щодо Юпітера — 3,595.